# Alekseï Medvedev (football)
Pour les articles homonymes, voir Medvedev et Alekseï Medvedev.
Alekseï Sergueïevitch Medvedev (en russe : Алексей Сергеевич Медведев), né le 5 janvier 1977 à Pavlovski Possad en Russie, est un footballeur russe ayant évolué au poste d'attaquant. Il est l'actuel entraîneur du FK Novossibirsk.

## Biographie

### Carrière de joueur

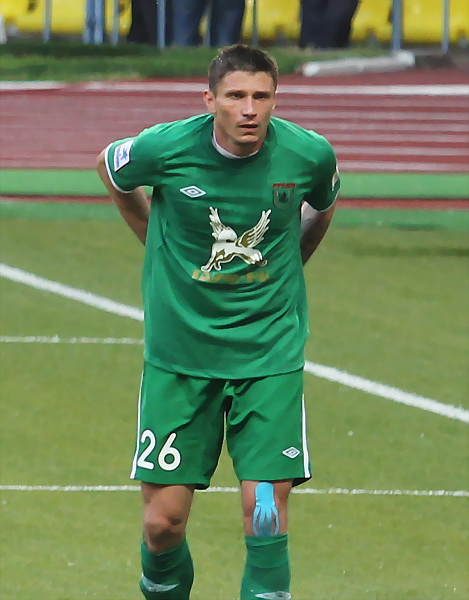
Medvedev avec le Rubin Kazan en 2011.

Formé au CSKA Moscou, Medvedev fait ses débuts professionnels en 1995 avec le FK Orekhovo-Zouïevo, disputant dix-neuf matchs en troisième division. Il évolue par la suite au club pendant quatre saisons, jouant 117 matchs pour 42 buts inscrits.
Il rejoint le Saturn Ramenskoïe en 1999, y découvrant la première division la même année. Recruté par le Dynamo Moscou à la mi-saison 2000, il y passe une année et demie, jouant notamment cinq matchs en Coupe UEFA. Il retrouve par la suite le Saturn en 2002 et y évolue trois années avant de partir en prêt dans le club de Tom Tomsk lors de la saison 2005.
Après la fin de son contrat avec le Saturn, Medvedev est recruté par le Krylia Sovetov Samara en 2006, où il joue deux saisons avant de rejoindre le Sibir Novossibirsk en deuxième division en 2008. Nommé capitaine d'équipe l'année suivante, lui et son club terminent deuxième du championnat, tandis qu'il décroche le titre de meilleur buteur de la division avec dix-huit buts inscrits. Il atteint en 2010 la finale de la Coupe de Russie, étant cependant vaincu en finale par le Zénith Saint-Pétersbourg, et inscrit le premier but de l'histoire du Sibir en première division face au Saturn Ramenskoïe lors de la deuxième journée de championnat le 20 mars de la même année. Il prend par la suite part au parcours du club en Ligue Europa, disputant deux matchs et inscrivant un but face à l'Apollon Limassol.
Alors âgé de 33 ans, Medvedev rejoint en août 2010 le Rubin Kazan, champion de Russie en titre. Il y dispute notamment sept matchs de Ligue des champions, pour un but inscrit contre le Dynamo Kiev en août 2011. Ses performances s'avèrent cependant décevantes, l'attaquant n'inscrivant que cinq buts en cinquante-six matchs, et il fait son retour au Sibir Novossibirsk en deuxième division en début d'année 2012. Il est par la suite prêté au Spartak Naltchik durant l'année 2013 avant de rejoindre le FK Khimki en troisième division pour la fin de saison 2013-2014. Après un troisième et dernier passage au Saturn Ramenskoïe, il met un terme à sa carrière professionnelle à l'issue de la saison 2014-2015.
Il évolue par la suite au niveau amateur, et remporte notamment le championnat d'Europe amateur avec la sélection de Russie en 2016, inscrivant un triplé en finale contre l'Ukraine.

### Carrière d'entraîneur
Medvedev devient entraîneur du Zorki Krasnogorsk, en troisième division russe, à la fin du mois de février 2020. Il n'a cependant pas l'opportunité de diriger le moindre match tandis que la saison est arrêtée de manière anticipée du fait de la pandémie de Covid-19 en Russie et quitte Krasnogorsk au début du mois de juillet pour prendre la tête du FK Kolomna où il ne reste que deux mois. Il passe ensuite par le Peresvet Domodedovo puis par le FK Krasny avant de s'engager avec le Saturn Ramenskoïe en juin 2021.

## Statistiques
| Saison                | Club                    | Championnat           | Championnat | Championnat | Coupe(s) nationale(s) | Coupe(s) nationale(s) | Compétition(s) continentale(s) | Compétition(s) continentale(s) | Compétition(s) continentale(s) | Total | Total |
| Saison                | Club                    | Division              | M.          | B.          | M.                    | B.                    | Comp.                          | M.                             | B.                             | M.    | B.    |
| 1995                  | FK Orekhovo-Zouïevo     | D3                    | 19          | 0           | 3                     | 0                     | -                              | -                              | -                              | 22    | 0     |
| 1996                  | FK Orekhovo-Zouïevo     | D4                    | 16          | 3           | 1                     | 0                     | -                              | -                              | -                              | 17    | 3     |
| 1997                  | Spartak-Orekhovo        | D3                    | 33          | 11          | 1                     | 1                     | -                              | -                              | -                              | 34    | 12    |
| 1998                  | Spartak-Orekhovo        | D3                    | 39          | 24          | 5                     | 3                     | -                              | -                              | -                              | 44    | 27    |
| Sous-total            | Sous-total              | Sous-total            | 107         | 38          | 10                    | 4                     | -                              | -                              | -                              | 117   | 42    |
| 1999                  | Saturn Ramenskoïe       | D1                    | 26          | 6           | 2                     | 1                     | -                              | -                              | -                              | 28    | 7     |
| 2000                  | Saturn Ramenskoïe       | D1                    | 14          | 3           | 2                     | 0                     | -                              | -                              | -                              | 16    | 3     |
| 2000                  | Dynamo Moscou           | D1                    | 12          | 3           | 2                     | 2                     | C3                             | 2                              | 0                              | 16    | 5     |
| 2001                  | Dynamo Moscou           | D1                    | 11          | 1           | 1                     | 0                     | C3                             | 3                              | 0                              | 15    | 1     |
| Sous-total            | Sous-total              | Sous-total            | 63          | 14          | 7                     | 3                     | -                              | 5                              | 0                              | 75    | 17    |
| 2002                  | Saturn Ramenskoïe       | D1                    | 20          | 6           | 3                     | 0                     | -                              | -                              | -                              | 23    | 6     |
| 2003                  | Saturn Ramenskoïe       | D1                    | 26          | 11          | 7                     | 5                     | -                              | -                              | -                              | 33    | 16    |
| 2004                  | Saturn Ramenskoïe       | D1                    | 24          | 4           | 2                     | 1                     | -                              | -                              | -                              | 26    | 5     |
| Sous-total            | Sous-total              | Sous-total            | 70          | 21          | 12                    | 6                     | -                              | -                              | -                              | 82    | 27    |
| 2005                  | Tom Tomsk (prêt)        | D1                    | 30          | 5           | -                     | -                     | -                              | -                              | -                              | 30    | 5     |
| 2006                  | Krylia Sovetov Samara   | D1                    | 24          | 4           | 3                     | 1                     | -                              | -                              | -                              | 27    | 5     |
| 2007                  | Krylia Sovetov Samara   | D1                    | 29          | 4           | 3                     | 0                     | -                              | -                              | -                              | 32    | 4     |
| Sous-total            | Sous-total              | Sous-total            | 83          | 13          | 6                     | 1                     | -                              | -                              | -                              | 89    | 14    |
| 2008                  | Sibir Novossibirsk      | D2                    | 34          | 8           | 3                     | 2                     | -                              | -                              | -                              | 37    | 10    |
| 2009                  | Sibir Novossibirsk      | D2                    | 34          | 18          | 3                     | 1                     | -                              | -                              | -                              | 37    | 19    |
| 2010                  | Sibir Novossibirsk      | D1                    | 15          | 6           | 3                     | 4                     | C3                             | 2                              | 1                              | 20    | 11    |
| Sous-total            | Sous-total              | Sous-total            | 83          | 32          | 9                     | 7                     | -                              | 2                              | 1                              | 94    | 40    |
| 2010                  | Rubin Kazan             | D1                    | 13          | 2           | -                     | -                     | C1                             | 3                              | 0                              | 16    | 2     |
| 2011-2012             | Rubin Kazan             | D1                    | 21          | 2           | 2                     | 0                     | C3+C1                          | 1+4                            | 0+1                            | 28    | 3     |
| 2011-2012             | Sibir Novossibirsk      | D2                    | 4           | 0           | -                     | -                     | -                              | -                              | -                              | 4     | 0     |
| 2012-2013             | Sibir Novossibirsk      | D2                    | 18          | 6           | 1                     | 1                     | -                              | -                              | -                              | 19    | 7     |
| 2012-2013             | Spartak Naltchik (prêt) | D2                    | 11          | 6           | -                     | -                     | -                              | -                              | -                              | 11    | 6     |
| 2013-2014             | Spartak Naltchik (prêt) | D2                    | 20          | 0           | -                     | -                     | -                              | -                              | -                              | 20    | 0     |
| 2013-2014             | FK Khimki               | D3                    | 10          | 1           | -                     | -                     | -                              | -                              | -                              | 10    | 1     |
| 2014-2015             | Saturn Ramenskoïe       | D3                    | 29          | 18          | 1                     | 2                     | -                              | -                              | -                              | 30    | 20    |
| Sous-total            | Sous-total              | Sous-total            | 126         | 35          | 4                     | 3                     | -                              | 8                              | 1                              | 138   | 39    |
| Total sur la carrière | Total sur la carrière   | Total sur la carrière | 532         | 153         | 48                    | 24                    | -                              | 15                             | 2                              | 595   | 179   |

## Palmarès
Medvedev est finaliste de la Coupe de Russie en 2010 avec le Sibir Novossibirsk. Il termine par ailleurs meilleur buteur de la deuxième division russe avec ce même club en 2009.